# François Favreau
François-Marie-Christian Favreau (* 15. November 1929 in Saint-Savin-sur-Gartempe, Département Vienne, Frankreich; † 7. September 2021 in Poitiers, Département Vienne, Frankreich) war ein französischer Geistlicher und römisch-katholischer Bischof von Nanterre.

## Leben
François-Marie-Christian Favreau trat 1950 in das Priesterseminar von Poitiers ein und setzte seine Ausbildung am Päpstlichen Französischen Priesterseminar in Rom und an der Gregoriana fort, wo er das Lizenziat in Theologie erwarb. Er empfing am 30. Juni 1952 in der Kathedrale von Poitiers die Priesterweihe. Anschließend wurde er zum Vikar in Poitiers ernannt und war Professor für Philosophie an der Université Catholique de l’Ouest in Niort. 1970 bestellte ihn Bischof Henri Vion zum Generalvikar des Bistums Poitiers.
Papst Paul VI. ernannte ihn am 24. November 1972 zum Titularbischof von Turres Ammeniae und zum Weihbischof im Bistum Bayonne. Die Bischofsweihe spendete ihm der Bischof von Poitiers, Henri Vion, am 20. Januar 1973; Mitkonsekratoren waren Marius Maziers, Erzbischof von Bordeaux und Jean Vincent, Bischof von Bayonne.
Am 7. Oktober 1977 berief ihn Paul VI. zum Koadjutorbischof von La Rochelle. Papst Johannes Paul II. ernannte ihn am 8. September 1983 zum Bischof von Nanterre.
Von 1979 bis 1984 war er Vorsitzender der Kommission für Liturgie und Sakramentenverwaltung der Französischen Bischofskonferenz. Er außerdem von 1994 bis 1996 Mitglied der Lehrkommission und von 1995 bis 2000 Mitglied des Ständigen Rates.
Zwischen 1990 und 1992 berief er eine Diözesansynode zur Zusammenarbeit für die Mission mit Priestern, Diakonen und Laien ein. Von 1985 bis 1991 war er Präsident der Internationalen Frankophonen Kommission für Übersetzungen und Liturgie. In dieser Eigenschaft unterzeichnete er das Konkordat Concórdat cum origináli für viele liturgische Bücher; ein Konkordat das heute noch in Kraft ist. Favreau hat mehrere Bücher und zahlreiche theologische Wegleitungen veröffentlicht.
Papst Johannes Paul II. nahm am 18. Juni 2002 sein aus gesundheitlichen Gründen vorgebrachtes Rücktrittsgesuch an. Er starb im Alter von 91 Jahren in einem Pflegeheim des Bistums Poitiers.

## Ehrungen und Auszeichnungen
- Ritter der Ehrenlegion (1996)